# Valdagno
Valdagno és un municipi italià, situat a la regió de Vèneto i a la província de Vicenza. L'any 2005 tenia 27.408 habitants.